# Stilbogryllus
Stilbogryllus is een geslacht van rechtvleugeligen uit de familie krekels (Gryllidae). De wetenschappelijke naam van dit geslacht is voor het eerst geldig gepubliceerd in 1983 door Gorochov.

## Soorten
Het geslacht Stilbogryllus omvat de volgende soorten:
- Stilbogryllus argyropterus Rochebrune, 1934
- Stilbogryllus nemobioides Chopard, 1936